# カウフェリング
カウフェリング (ドイツ語: Kaufering) はドイツ連邦共和国バイエルン州オーバーバイエルン行政管区のランツベルク・アム・レヒ郡に属す市場町で、郡庁所在地のランツベルク・アム・レヒの北に約5kmに位置する。
元々の村の中心部（アルトカウフェリング）はレヒ川の東岸にあったのだが、より大きな住宅地がレヒ川西岸から約500m離れた連邦道B17号線沿いから形成され始めた。

## 地理

### 自治体の構成
この町は、公式には2つの地区 (Ort) からなる。このうち小集落や孤立農場などを除く集落は首邑のカウフェリングのみである。

## 歴史

### 創成期
カウフェリングの最も古い起源は6世紀に遡る。当時ゲルマン民族が南ドイツに侵入し、レヒ川沿いに村を築いた。当時のジッペの長老の名前がおそらく Kufo であったと考えられている。末尾の -ing は、この村がゲルマン由来であることを示している。時代とともにこの集落の名前は、Kiviringin、Kiviringen、Chuferingen、Kuferingen、Kufringen と変化した。
カウフェリングの村が最初に記録されたのは1033年である。当時ゴットヘルム大修道院の下部組織であるベネディクトボイエルン修道院がこの村に所領を得たのである。

### 中世
カウフェリングは中世にはヴェルフェン家の所領であった。ハインリヒ獅子公がこの家系の代表的人物である。やがて塩街道がカウフェリングから数km川を遡った所を通るようになった。これがランツベルク・アム・レヒの起源である。このためカウフェリングの城はその重要さを失い、急速に荒廃していった。村の全般的な発展も塩街道を失ったことで停滞した。

### 19世紀
1872年の鉄道建設がこの町に発展をもたらした。技術的な問題から鉄道は隣接する郡庁所在地を通らずカウフェリングに駅が設けられた。ここで、ミュンヘン - ブーフローエ線とアウクスブルク - ランツベルクアムレヒ線（レヒフェルト鉄道）が交差する。

### 20世紀
1944年、第二次世界大戦末期に、ランツベルクおよびカウフェリング周辺に、ダッハウ強制収容所の14の外部強制労働キャンプが設けられた。これらは「カウフェリング」外部収容所群と総称された。1944年6月18日にまず1000人の収容者がアウシュヴィッツからカウフェリングに移送されてきた。彼らは、軍備プロジェクト「リンゲルタウベ」（モリバト）作戦の一環として、ジェット戦闘機メッサーシュミット Me262を製造するための3つの巨大な地下掩蔽壕を造る作業に従事した。ルクセンブルクの強制収容所司祭の Jules Jost は1945年3月9日までに28,838人の収容者を記録している。飢餓、冷気、チフスなどの疫病が蔓延する非人道的な宿舎、全滅まで続けられた強制労働による搾取により、14のカウフェリング外部収容所群は「冷たい火葬場」と称された。1944年までは、働けなくなった収容者はアウシュヴィッツのガス室に送り返された。1944年11月以降は、カウフェリング外部収容所群の収容者は他に送られることなく、収容所の中で亡くなった。遺体は近隣の共同墓地に埋葬された。ユダヤ殲滅作戦の最終フェーズであったがこの収容所群では約15,000人の収容者が生き延びて、生存者は1945年4月27日にアメリカ軍によって解放された。
第二次世界大戦後、駅と旧い町の中心との間に大規模な難民キャンプが設けられた。1940年代末からここに住宅地が造営され、それから現在のノイカウフェリング（カウフェリング/ヴェストとも呼ばれる）ができた。

### 21世紀
2004年12月9日に、カウフェリングの北、レヒ川第18番堰近くの森にドイツ空軍の第32戦闘爆撃隊のトーネード機がレヒフェルトからの離陸直後に墜落した。2人の乗員はともに落命した。
ドイツの武器商カールハインツ・シュライバーは、カナダに移住するまでカウフェリングの家に住んでいた。この家は捜査当局から徹底的に捜査された。
MVV（ミュンヘン交通・運賃連盟）の拡張に伴い、カウフェリングの中央に位置する駅までS-バーン S8号線（ミュンヘン空港 - ゲルテンドルフ）の終着駅を延長することが検討されている。
2007年10月末にランツベルク・アム・レヒ郡の郡議会は、カウフェリングに実科学校を建設することを決定した。
2008年9月11日にカウフェリングは975年祭の機会にバイエルン州当局はこの町を市場町に昇格させた。

## 文化と見所

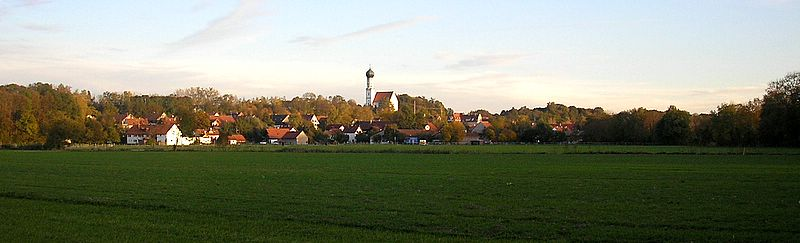
北西から見たアルトカウフェリングの眺め

### 建築と自然文化財
- ハルテンベルク城趾、ハルデンベルクとも呼ばれる（1260年 - 1802年）。カウフェリングとショイリングとの間のレヒ川の渓谷へ落ちる断崖の上に建っている。この城趾は歩いて上れるベルクフリート（主塔）を持つレヒラインで唯一の城趾である。
- レオンハルト教会。アルトカウフェリングにあり、毎年レオンハルトの馬車パレードがある。
- フルラッヒャ・ハイデ。レヒ川の人造湖沿いにある野原。
- レヒ川に架かる旧い鉄道鉄橋（1873年）。
- ハルシュタット期（紀元前750年から450年）の丘陵墓やローマ時代の浴場跡があるレヒ川の渓谷北東の断崖にあるヴェスターホルツ。

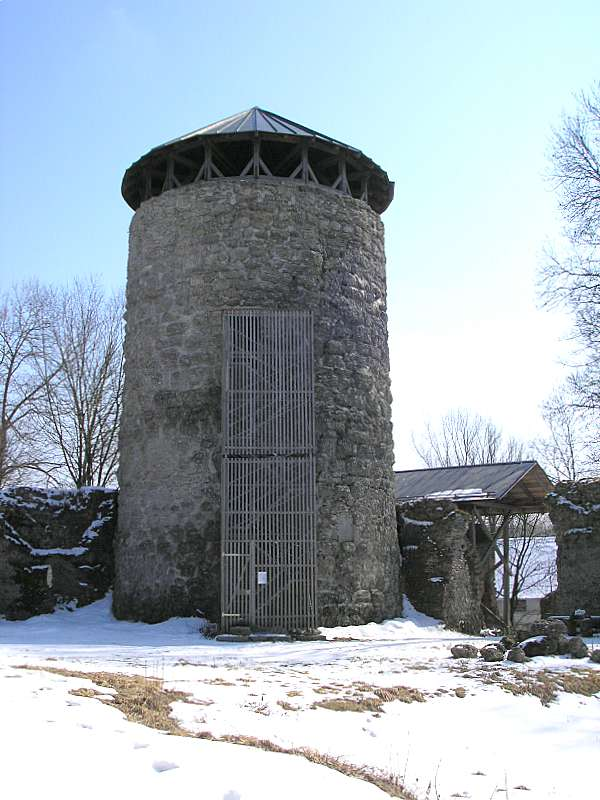
ハルテンベルク城のベルクフリート、背後は礼拝堂跡
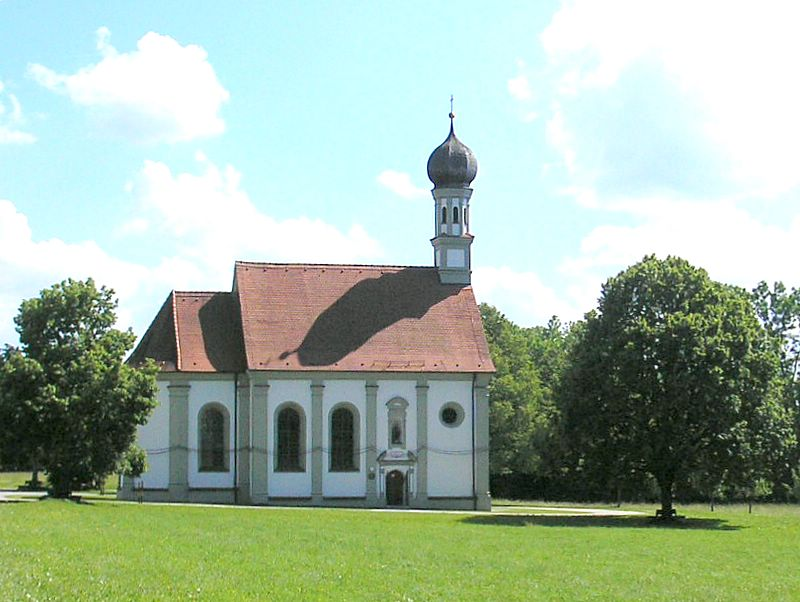
聖レオンハルト教会
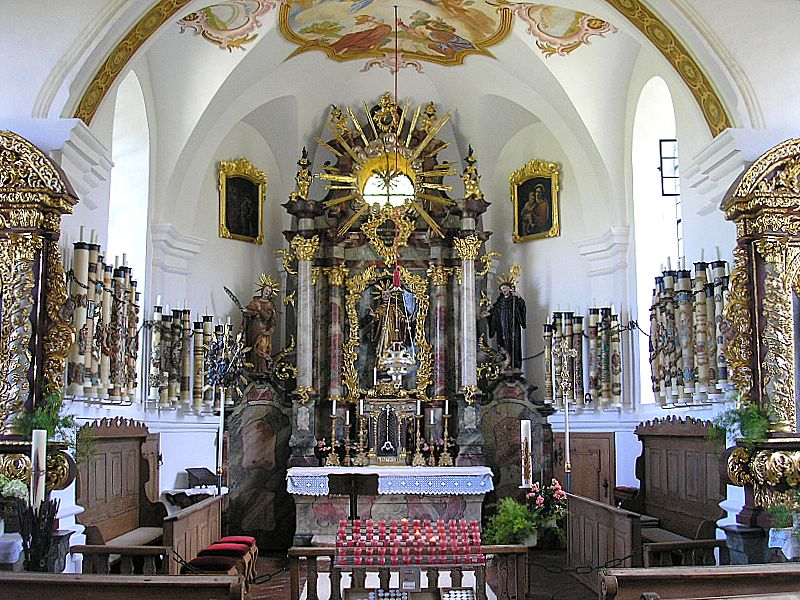
聖レオンハルト教会の祭壇室

### 記念地
- レヒ川第18堰近くのカウフェリング北強制収容所墓地には墓と記念碑があり、強制労働の犠牲となった48人の主にユダヤ人の強制収容所収容者を思い起こさせる。
- カウフェリング南強制収容所墓地には500人の犠牲者が葬られており、記念碑が建てられている。
- カウフェリング外部収容所群第4強制収容所の墓地には360人が葬られているが、これらの人々は戦争末期に親衛隊の医師により小屋の中で生きながら焼かれた人々である。
- かつて第3強制収容所があった小さな公園には、強制収容所犠牲者の前で警告する文言を刻んだ記念碑が1984年から建てられている。[4]

## 経済と社会資本

### 地元企業
- Eputek GmbH — 圧縮空気技術
- Hilti Deutschland GmbH — 防衛技術
- GS Elektromedizinische Geräte — 除細動器、患者モニター

## 引用
1. ↑  https://www.statistikdaten.bayern.de/genesis/online?operation=result&code=12411-003r&leerzeilen=false&language=de Genesis-Online-Datenbank des Bayerischen Landesamtes für Statistik Tabelle 12411-003r Fortschreibung des Bevölkerungsstandes: Gemeinden, Stichtag (Einwohnerzahlen auf Grundlage des Zensus 2011)
2. ↑  Bayerische Landesbibliothek Online
3. ↑  カウフェリングの広報紙、2008年10月
4. ↑  Gedenkstätten für die Opfer des Nationalsozialismus. Eine Dokumentation, Band 1. Bundeszentrale für politische Bildung, Bonn 1995, ISBN 3-89331-208-0, S. 153f.